# Nadagara argyrosticha
Nadagara argyrosticha là một loài bướm đêm trong họ Geometridae.